# Campionato kazako di calcio
Il campionato kazako di calcio (Қазақстандағы футбол) ha come primo livello di lega la Qazaqstan Prem'er Ligasy.
Questa è formata da un girone all'italiana di dodici squadre. Tutte le squadre si affrontano tre volte, per un totale di trentatré partite. Al termine della stagione, la prima classificata è proclamata campione, mentre le ultime due scendono in Birinşi Lïga, il secondo livello nazionale. La terzultima classificata, invece, disputa uno spareggio in gara secca, su campo neutro, contro la terza classificata della serie inferiore.
Le squadra più titolate del massimo campionato sono l'Ertis, l'Aqtöbe e l'Astana.
La vincitrice del campionato si qualifica per il primo turno dei preliminari di Champions League, mentre la seconda e la terza classificata dello stesso girone partecipano al primo turno dei preliminari della UEFA Europa League. Alla medesima manifestazione partecipa anche la vincitrice della coppa nazionale.

## Attuale sistema
| Livello | Campionato                                            | Campionato                          | Campionato                          | Campionato                          | Campionato                          | Campionato                          | Campionato                          | Campionato                          | Campionato                          |
| 1       | Qazaqstan Prem'er Ligasy 12 squadre                   | Qazaqstan Prem'er Ligasy 12 squadre | Qazaqstan Prem'er Ligasy 12 squadre | Qazaqstan Prem'er Ligasy 12 squadre | Qazaqstan Prem'er Ligasy 12 squadre | Qazaqstan Prem'er Ligasy 12 squadre | Qazaqstan Prem'er Ligasy 12 squadre | Qazaqstan Prem'er Ligasy 12 squadre | Qazaqstan Prem'er Ligasy 12 squadre |
|         | ↑↓ 2-3 squadre (a seconda dell'esito dello spareggio) |                                     |                                     |                                     |                                     |                                     |                                     |                                     |                                     |
| 2       | Birinşi Lïga 14 squadre                               | Birinşi Lïga 14 squadre             | Birinşi Lïga 14 squadre             | Birinşi Lïga 14 squadre             | Birinşi Lïga 14 squadre             | Birinşi Lïga 14 squadre             | Birinşi Lïga 14 squadre             | Birinşi Lïga 14 squadre             | Birinşi Lïga 14 squadre             |
|         | ↑↓ 1 squadra                                          |                                     |                                     |                                     |                                     |                                     |                                     |                                     |                                     |
| 3       | Ekinşi Lïga 17 squadre                                | Ekinşi Lïga 17 squadre              | Ekinşi Lïga 17 squadre              | Ekinşi Lïga 17 squadre              | Ekinşi Lïga 17 squadre              | Ekinşi Lïga 17 squadre              | Ekinşi Lïga 17 squadre              | Ekinşi Lïga 17 squadre              | Ekinşi Lïga 17 squadre              |